# Contact (jeu vidéo)
Pour les articles homonymes, voir Contact.
Contact est un jeu vidéo de type action-RPG développé par Grasshopper Manufacture, sorti en 2006 sur Nintendo DS.

## Synopsis
un jeune enfant possède une mission et il doit retrouver les éléments qui sont entre les griffes des ennemis.

## Accueil
- Jeuxvideo.com : 12/20[1]